# Félicette
Félicette (pronunciación en francés: /fe.liː.sɛt/; también conocido como Félix, Astro-cat o Astro-gato), fue una gata blanquinegra, fue el primer ejemplar de gato en ser enviado al espacio exterior. Fue lanzada el 18 de octubre de 1963 por Francia y es el único gato que sobrevivió al vuelo espacial; un segundo felino fue lanzado el 24 de octubre, pero la misión resultó en una fatalidad.
Félicette ha sido conmemorada en sellos de correo en todo el mundo, y en 2017 se lanzó una campaña de financiación para un memorial.

## Anteriores animales en el espacio
El 3 de noviembre de 1957, los soviéticos enviaron al espacio en el Sputnik 2 a Laika, una perra callejera encontrada en las calles de Moscú. Murió en el espacio, pero fue el primer animal lanzado al espacio y en órbita alrededor de la Tierra. El 31 de enero de 1961, como parte del Programa Mercury, el chimpancé Ham se convirtió en el primer homínido lanzado al espacio; su misión era un vuelo suborbital. El 29 de noviembre de 1961, Enos se convirtió en el segundo chimpancé y tercer homínido después de los cosmonautas Yuri Gagarin y Guerman Titov, en alcanzar la órbita terrestre. Orbitó la Tierra durante 1 hora y 28 minutos, sobreviviendo al vuelo y la reentrada. Félicette sería el primer gato lanzado al espacio. Los científicos franceses eligieron un gato porque ya tenían una cantidad significativa de datos sobre ellos.
El programa francés de cohetes comenzó en 1961. La base de Francia en el Sahara había lanzado previamente tres ratas.

## Misión

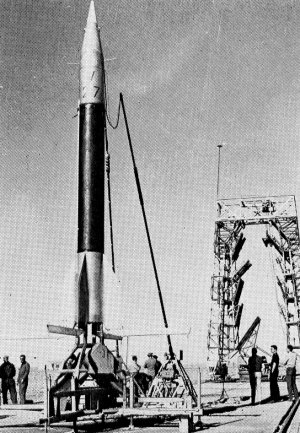
Cohete sonda francés similar al que lanzó a Félicette.

Félicette era una gata callejera blanca y negra, encontrada en las calles de París por un vendedor de mascotas, que más tarde sería comprada por el gobierno francés para el proyecto. En 1963, los franceses entrenaron a 14 gatos usando el mismo entrenamiento que los humanos, como las cápsulas centrífugas de Fuerza g y las cámaras de compresión. Los animales fueron entrenados por el Centre d'Enseignement et de Recherches de Médecine Aéronautique (CERMA). Todos los gatos tenían electrodos permanentes implantados quirúrgicamente en su cerebro para evaluar su actividad neurológica. La gata fue elegida para el lanzamiento ya que los demás alumnos tenían sobrepeso el día del lanzamiento. Los gatos no tenían nombre antes del lanzamiento, para prevenir que los científicos se apegaran a ellos.
El 18 de octubre de 1963 a las 8:09 a. m., Félicette fue lanzada al espacio desde el Centre interarmées d'essais d'engins spéciaux en Argelia en el cohete sonda Véronique AGI 47, fabricado en Vernon, Alta Normandía. Véronique pertenecía a la familia de cohetes agregados en la Segunda Guerra Mundial por Alemania y acoplado al lanzador de satélites francés Diamant. El AGI de Veronique se desarrolló para el Año Geofísico Internacional (en francés, Année géophysique internationale) en 1957 para la investigación biológica. De los quince cohetes AGI 47 reunidos, siete llevaban animales vivos.
La misión fue un vuelo suborbital, y duró 13 minutos, alcanzando una altura de 152 kilómetros, e incluyó 5 minutos de ingravidez. Félicette se recuperó de manera segura luego de que la cápsula fuera expulsada del cohete y se lanzara en paracaídas a la Tierra; la mataron dos meses después para que los científicos pudieran examinar su cerebro. Después del lanzamiento exitoso, el "astrocat" recibió el nombre de Félicette.
Un segundo felino fue lanzado al espacio el 24 de octubre. A diferencia de Félicette, este gato murió cuando el cohete portador explotó en el ascenso.

## Legado
Según un artículo publicado en Space.com el 8 de noviembre de 2017, la participación de Félicette en la carrera espacial: 

...ciertamente no fue voluntaria, pero fue un gran hito para Francia, que acababa de establecer la tercera agencia espacial civil del mundo (después de los Estados Unidos y la Unión Soviética). La misión de Félicette ayudó a llevar a Francia a la carrera espacial.

 El artículo también menciona que en la década de 1960, los científicos querían entender cómo la falta de gravedad afectaría a los animales, a entender qué les sucedería a los humanos, y "estos gatos pasaron por el mismo entrenamiento intensivo que los astronautas humanos". Finalmente, Félicette fue elegida para la misión sobre otros 13 gatos en entrenamiento debido en parte a su disposición tranquila.
En 1997, se crearon sellos postales en conmemoración de Félicette y otros animales en el espacio en Chad. El legado de Félicette quedó algo oculto ya que varios sellos conmemorativos de diferentes países la identificaron erróneamente como un gato macho llamado Félix.
El club de estudiantes de astronomía de la Universidad Toulouse III llamará a su futuro observatorio astronómico Félicette. Será el primer observatorio francés gestionado íntegramente por estudiantes y su inauguración estaba prevista para 2021. El telescopio Dall-Kirkham de 500 mm (3500 mm de distancia focal) estará alojado en una cúpula motorizada de 3,90 m de diámetro.

### Estatua
Si bien algunos animales no humanos que viajaron al espacio fueron celebrados como héroes, siendo el chimpancé Ham enterrado en el Salón de la Fama del Espacio Internacional, y la perra soviética Laika lanzada en 1957 tiene un bronce en el centro de entrenamiento de cosmonautas de Star City. Sin embargo, no había memorial de Félicette. Para rectificar este olvido, en 2017 Matthew Serge Guy inició una campaña de financiación colectiva para erigir una estatua de bronce de Félicette para conmemorar su contribución a la ciencia. Guy dijo:

Me conmovió cómo, de todas las historias de astronautas animales, la historia de Félicette parece ser la que más se ha torcido con el paso de los años, y algunas personas incluso piensan que era un gato llamado Félix... proponiendo una estatua, supongo que esperaba poder aclarar su historia a lo grande.

Guy también dijo que si el financiamiento colectivo tiene éxito, la estatua sería diseñada por el escultor Gill Parker e instalada en la ciudad natal de Félicette, Paris. Un bosquejo preliminar del monumento representa a un gato en la parte superior de un cohete, e incluirá una placa con los nombres de los principales donantes. A partir de abril de 2018, más de 1.140 patrocinadores habían prometido un total de £43 323 al proyecto, superando la meta de financiamiento de £40 000.